# Jacobsen-Epoxidierung
Die Jacobsen-Epoxidierung (Jacobsen-Katsuki-Epoxidierung) ist eine Namensreaktion aus dem Bereich der organischen Chemie. Sie wurde, unabhängig voneinander, von den Chemikern Eric N. Jacobsen und Tsutomu Katsuki entdeckt.
Die Jacobsen-Epoxidierung ist eine enantioselektive Methode, um asymmetrische Epoxide aus den entsprechenden Alkenen zu synthetisieren. Für die Reaktion werden ein chiraler Mangan(III)-Salen-Komplex als Katalysator, sowie stöchiometrische Mengen eines Oxidationsmittels (z. B. Natriumhypochlorit) benötigt. Im Gegensatz zur Sharpless-Epoxidierung ist sie nicht auf Allylalkohole beschränkt, sondern allgemein bei mehrfach substituierten, nicht aktivierten Alkenen anwendbar.
Besonderes Merkmal der Jacobsen-Epoxidierung ist die hohe Enantioselektivät. Beste Ergebnisse konnten dabei mit cis-Alkenen als Edukt erzielt werden. Je nach Reaktionsbedingungen sind jedoch auch trans-Alkene und höher substituierte Alkene als Edukte möglich. Gerade für die Darstellung höher substituierter Epoxide empfiehlt sich der Zusatz von N-Oxiden.

## Struktur des Katalysators
Kern der Jacobsen-Epoxidierung ist der Mangan(III)-Salen-Katalysator. Die von Jacobsen entwickelten Katalysatoren (1 und 2; t-Bu = tert-Butyl, Me = Methyl, Ph = Phenyl) sowie der von Katsuki vorgeschlagene Katalysator (3; Me = Methyl, Ac = Acetyl, Ph = Phenyl) unterscheiden sich dabei in den Liganden am Salen-Skelett und am Mangan:
Die hohe Enantioselektivität der Jacobsen-Epoxidierung lässt sich an einem Beispiel zeigen. Entscheidend für die Konfiguration des gebildeten Epoxids ist dabei die Konfiguration des Katalysators:
| Edukt                           | Chiraler Katalysator  | Produkt                                            | Enantioselektivität in ee |
| ------------------------------- | --------------------- | -------------------------------------------------- | ------------------------- |
| Alken für Jacobsen-Epoxidierung | (S,S)-Katalysator (1) | (S,R)-Epoxid als Produkt der Jacobsen-Epoxidierung | 92 %                      |
| Alken für Jacobsen-Epoxidierung | (R,R)-Katalysator (2) | (R,S)-Epoxid als Produkt der Jacobsen-Epoxidierung | 84 %                      |

## Reaktionsmechanismus
Für die Epoxidierung muss der Katalysator zunächst durch das Oxidationsmittel – hier Natriumhypochlorit – in die reaktive Mangan(V)-Form überführt werden:
Während über die Oxidation (A) des Katalysators in der Literatur Konsens herrscht, sind die weiteren mechanistischen Details (B) der Jacobsen-Epoxidierung noch umstritten:
Alkylsubstituierte Alkene bilden vornehmlich cis-Epoxide, weshalb für diese ein konzertierter Mechanismus vorgeschlagen wird.
Konjugierte Alkene bilden jedoch vornehmlich trans-Epoxide, weshalb hier ein radikalischer Mechanismus vermutet wird. Die freie Drehbarkeit des radikalischen Zwischenproduktes (5) ermöglicht dabei die Bildung des trans-Produktes.
Ein dritter Mechanismus über die Zwischenstufe eines Mangano-Oxetans (6) könnte die Bildung beider Isomere erklären. Dieses Zwischenprodukt kann direkt zum cis-Epoxid reagieren, oder aber durch Homolyse zum radikalischen Zwischenprodukt (5) reagieren, wodurch auch trans-Epoxide entstehen können.